# 基輔攻勢 (2022年)
基辅攻势是2022年俄罗斯入侵乌克兰后进行的一次攻势，被視為最主要攻勢。俄羅斯軍隊沿三條戰線南下攻擊烏克蘭首都基輔，分別是：白俄羅斯南部第聶伯河西岸（由白俄羅斯借道給俄軍）、切爾尼戈夫以北、和東北面的蘇梅，以圖包圍基輔。2022年2月24日上午，空降兵突擊了安东诺夫机场，隨後俄罗斯陆军經過白俄罗斯南下进入乌克兰基辅州并与乌克兰武装部队交战。俄罗斯的目的为占领乌克兰首都基辅，而乌克兰军队总司令部与乌克兰中央政府都位于此地。最终俄军突擊戰術失利，並未能攻下基辅市，于4月初因乌克兰武装部队推進以及俄军后继无援的双重夹击下被迫撤退，由此乌克兰收复基辅州全境。

## 时间线

#### 2月24日
2022年2月24日清晨，俄罗斯军队开始对基辅州的目标展开炮击和导弹打击，而打击目标包括基辅的主要机场鮑里斯波爾國際機場。
2022年2月24日上午，之前在白俄罗斯集结的俄罗斯军队越过边境进入乌克兰，其后从北部进入基辅州。俄军与乌军爆发小规模战斗后便夺取了位于边境附近的切尔诺贝利核电站
2022年2月24日晚上，俄罗斯伞兵在霍斯托梅尔机场空降，短暂地夺取了机场的控制权。乌克兰与俄罗斯双方之后为夺取机场控制权展开了激烈的战斗。据乌克兰官员称，试图夺取机场的俄罗斯伞兵后来被乌克兰军队从机场击退。俄罗斯军队还试图在基辅水库及其周围地区登陆。

#### 2月25日
2022年2月25日上午，俄罗斯空军继续轰炸基辅市中心。乌克兰方面称在基辅上空击落了一架俄罗斯战机，随后其撞上了一栋九层楼的公寓楼，该楼被烧毁但不久乌克兰官方承认被击落的为乌克兰空军自己的苏-27战斗机。
2022年2月25日6时47分，一支乌克兰军队引爆了伊万科夫附近的捷捷列夫河上的一座桥，成功阻止了从切尔诺贝利推进的俄罗斯坦克纵队。乌克兰武装部队总参谋部后来发布称，乌克兰空降突击兵在伊萬基夫和德梅爾与俄罗斯军队发生了小规模冲突。 
2022年2月25日上午时分，俄军进入基辅北部的奥波隆区。一整天，基辅全区都传出枪声；乌克兰官员称枪声是与俄军冲突时发出的。
在基辅市西北方向郊外一线，俄罗斯军队试图突破乌克兰军防线意图向基辅推进。

#### 2月26日
2022年2月26日，乌克兰军方人士当天在社交媒体上聲稱，俄罗斯军队在乌克兰首都基辅胜利大街上攻擊乌克兰军队被击退。另有消息称俄乌两军在基辅以南35公里处瓦西里科夫镇中交火，且有人员受伤。
2022年2月26日清晨，为夺取該市的空军基地，俄罗斯伞兵在基辅南部的瓦西里基夫市展开空降。随后，为争夺瓦西里基夫市的控制权，双方展开了激烈的战斗。
2022年2月26日1时30分，一架乌克兰苏-27战斗机在瓦西里耶夫上空击落一架载有伞兵的俄罗斯伊尔-76军用运输机。7点30分，乌克兰官员称，国民卫队在空中力量的支持下，成功击退空降的伞兵。
2022年2月26日，俄罗斯军队占领基辅北部维什霍罗德郊区的基辅水力发电站，之后被乌克兰军队夺回。据称，乌克兰的防空系统还成功拦截了一支本以该水电厂为打击目标的俄罗斯导弹。。
2022年2月26日，国际文传电讯社称，如果大坝被摧毁，那后果将会是灾难性的，随之而来的洪水可能将摧毁“整个基辅左岸”。
当地时间2022年2月26日16时23分，烏克蘭總統澤倫斯基稱基辅等主要城市仍在武裝部隊的控制下。

#### 2月27日
2022年2月27日，俄罗斯导弹打击瓦西里基夫附近的克里亚奇基村的储油库并令其起火。由于瓦西里基夫附近的空军基地爆发了激烈的战斗，以至于消防员无法前去救火，令通往基辅的天然气供应被切断。

### 3月
在3月初起，沿著第聶伯河西岸推進的俄軍開始被烏軍建立的防禦線阻礙。俄軍車隊已陷入交通瘫痪，延綿近64公里。 倫敦智庫皇家聯合研究所評估俄羅斯在烏克蘭北部和東部的進展「停滯不前」。
3月7日，烏克蘭首都基輔以北7公里的戈斯托梅利爆發激戰，烏軍士兵擊斃逾50名俄羅斯空降軍士兵，繳獲大量裝備、武器及文件。到了3月10日，俄軍車隊已基本被完全打散。 
從3月16日開始，烏克蘭軍隊開始在伊爾平等多個方向對俄軍發動反擊。3月25日，烏克蘭重奪包括馬卡里夫在內的基輔東部和西部的幾個城鎮，而佔領布查的俄軍於3月底向北撤退。

#### 俄军撤离
2022年3月29日，俄罗斯宣布从基辅地区撤军。4月2日，隨著俄軍的撤出，烏克蘭重新恢復對整個基輔州的控制。乌克兰当局表示他們已于2022年4月2日重新控制了基辅州。4月4日，烏克蘭軍隊重新控制了整個日托米爾州。